# Orde van de Eregezellen (Verenigd Koninkrijk)

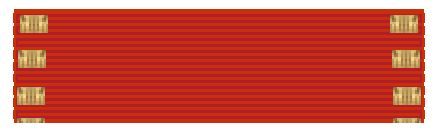
lint

De Orde van de Eregezellen (Engels: Order of the Companions of Honour) is een ridderorde van het Verenigd Koninkrijk en het Gemenebest. De onderscheiding werd op 4 juni 1917 door koning George V van het Verenigd Koninkrijk ingesteld als een beloning voor verdienste op het gebied van kunst, literatuur, muziek, wetenschap, politiek, bestuur en religie. De onderscheiding heeft een enkele graad en komt in rang na het Grootkruis van de Orde van het Britse Rijk.
Omdat aan de orde geen adeldom is verbonden en er maar één graad is, is het benoemingsbeleid minder bureaucratisch en origineler dan dat in de "grote" Britse orden. Ook meer omstreden artiesten worden geregeld in deze orde benoemd. Verheffing in de adelstand of benoeming in de hoogste graden van de ridderorden van het Bad, Sint-Michaël en Sint-George of het Britse Rijk, die ook adeldom meebrengen, zijn in het Verenigd Koninkrijk voor hen niet altijd vanzelfsprekend. Ook wanneer iemand geen adellijke titel wil ontvangen is de mogelijkheid om in de Orde van de Eregezellen te worden opgenomen een uitkomst. 
De leden mogen de letters "C.H." achter hun naam plaatsen.

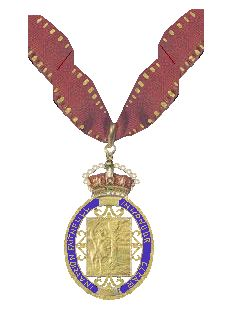
Lint en juweel van de "Companions of Honour"

De orde bestaat uit een soeverein (de Britse regerende koning of koningin) en niet meer dan 65 "companions" (gezellen). Er is geen grootmeester en er zijn geen officieren die plechtigheden van de orde regelen. De benoemingen worden zo verdeeld dat er 47 in het Verenigd Koninkrijk, zeven in Australië, vier in Nieuw-Zeeland, en zeven in andere landen in het Gemenebest worden gedaan. Leden met andere nationaliteiten zijn "honoraire leden" en worden niet meegeteld. De orde komt niet in een kapittel of plechtigheid bijeen maar de Britse vorst geeft wel geregeld een lunch voor de eregezellen.
Kandidaat-eregezellen uit het Gemenebest worden voorgedragen door de regeringsleider van hun land. In de praktijk nomineert de regering van Australië geen burgers meer voor de Orde; men geeft de voorkeur aan Australische onderscheidingen. Canada en Nieuw-Zeeland dragen nog wel kandidaten voor. Barbados heeft een eigen Orde van de Eregezellen ingesteld.
Het insigne van de orde is een ovaal medaillon met een gouden band waarop de woorden IN ACTION FAITHFUL AND IN HONOUR CLEAR staan. In het midden is een vierkant gouden schild met een eik en een gewapende ridder geplaatst. Aan de takken van de eik hangt het wapen van het koninkrijk.
In 1917 was als verhoging een tudorkroon geplaatst. Koningin Elizabeth II liet deze door een Kroon van de Heilige Eduard, de Engelse koninklijke kroon, vervangen. Dit besluit wordt door de ambtenaren van de Centrale Kanselarij van de Britse Orden geleidelijk uitgevoerd.
Het lint is rood met gouden blokjes langs de rand en de om de hals of aan een strik gedragen onderscheiding wordt niet als miniatuur gedragen maar wel als baton op uniformen bevestigd. Het is gebruikelijk om het kleinood van de orde aan het lint om het wapenschild te hangen.

## Leden (met hun titel)
- Soeverein: koning Charles III
- Huidige leden (jaar van benoeming tussen haakjes):
  1. Kenneth Baker, baron Baker van Dorking (1992) - politicus
  2. Tom King, baron King van Bridgwater (1992) - politicus
  3. Dame Janet Baker (1993) - operazangeres
  4. David Owen, baron Owen (1994) - politicus
  5. Sir David Attenborough (1996) - bioloog en documentairemaker
  6. Douglas Hurd, baron Hurd van Westwell (1995) - politicus
  7. David Hockney (1997) - kunstschilder
  8. Michael Heseltine, baron Heseltine (1997) - politicus
  9. Chris Patten, baron Patten van Barnes (1998) - politicus, voormalig gouverneur van Hong Kong
  10. Sir John Major (1998) - politicus, voormalig premier van het Verenigd Koninkrijk
  11. Bridget Riley (1998) - kunstschilder
  12. John de Chastelain (1999) - Canadees militair en diplomaat
  13. Dan McKenzie (2003) - geoloog
  14. David Hannay, baron Hannay van Chiswick (2003) - diplomaat
  15. Dame Judi Dench (2005) - actrice
  16. Sir Ian McKellen (2008) - acteur
  17. Michael Howard, baron Howard van Lympne (2011) - politicus
  18. George Young, baron Young van Cookham (2012) - politicus
  19. Sebastian Coe, baron Coe (2012) - politicus, atleet
  20. Tom Galbraith, baron Strathclyde (2013) - politicus
  21. Menzies Campbell, baron Campbell van Pittenweem (2013) - politicus
  22. Sir Nicholas Serota (2013) - kunsthistoricus en museumdirecteur
  23. Onora O'Neill, barones O'Neill van Bengarve (2013) - filosoof
  24. Kenneth Clarke, baron Clarke van Nottingham (2014) - politicus
  25. Lady Mary Peters (2015) - atlete
  26. Harry Woolf, baron Woolf - rechter
  27. Sir Roy Strong (2016) - historicus en museumdirecteur
  28. Robert Smith, baron Smith van Kelvin (2016) - zakenman
  29. Valerie Amos, barones Amos (2016) - politicus en diplomaat
  30. George Osborne (2016) - politicus
  31. Sir Richard Eyre (2016) - regisseur
  32. Dame Evelyn Glennie (2016) - musicus
  33. Sir Alec Jeffreys (2016) - geneticus
  34. Sir Mark Elder (2017) - dirigent
  35. Sir Paul McCartney (2017) - musicus
  36. J.K. (Jo) Rowling (2017) - schrijfster
  37. Dame Steve Shirley (2017) - ondernemer en filantroop
  38. Delia Smith (2017) - schrijfster en kok
  39. Nicholas Stern, baron Stern van Brentford (2017) - econoom
  40. Melvyn Bragg, baron Bragg (2017) - journalist
  41. Lady Antonia Fraser (2017) - schrijfster
  42. Margaret MacMillan (2017) - Canadees historicus
  43. Richard Henderson (2018) - bioloog
  44. Dame Kiri Te Kanawa (2018) - Nieuw-Zeelands operazangeres
  45. Margaret Atwood (2018) - Canadees schrijfster
  46. Patrick McLoughlin, baron McLoughlin (2019) - politicus
  47. Sir Elton John (2019) - musicus
  48. Sir Keith Thomas (2019) - historicus
  49. Sir Paul Smith (2020) - modeontwerper
  50. Sir David Chipperfield (2020) - architect
  51. Sir Paul Nurse (2021) - geneticus
  52. Sir Quentin Blake (2022) - illustrator
  53. Sir Salman Rushdie (2022) - Brits / Indiaas schrijver
  54. Dame Marina Warner (2022) - schrijfster
  55. Sir Michael Marmot (2022) - epidemioloog
  56. Sir Bill Cash (2023) - politicus
  57. Sir John Bell (2023) - Brits/Canadees immunoloog en geneticus
  58. Ian McEwan (2023) - schrijver
  59. Dame Anna Wintour (2023) - Brits/Amerikaans hoofdredacteur
  60. Dame Shirley Bassey (2023) - zangeres
  61. Gordon Brown (2024) - politicus, voormalig premier van het Verenigd Koninkrijk
  62. Sir Kazuo Ishiguro (2025) - auteur
  63. Dame Jocelyn Bell Burnell (2025) - astrofysicus
  64. Sir Anthony Gormley (2025) - beeldhouwer
  65. Vacant

Honoraire leden:
- Dr Amartya Sen (2000)

In het verleden waren ook de Nederlanders Joseph Luns (minister van buitenlandse zaken en secretaris-generaal van de NAVO) en Bernhard Haitink (dirigent en musical director van het Royal Opera House), en de Belg Paul-Henri Spaak (minister-president en een van de grondleggers van de Europese Gemeenschap) honoraire leden van de Orde.